# Messerschmitt
Messerschmitt AG was een Duitse fabrikant. Initieel van vliegtuigen ten tijde van de Tweede Wereldoorlog, later ook van kleine auto's en scooters.

## Vliegtuigbouw
De Messerschmitts waren de belangrijkste Duitse jachtvliegtuigen van de Tweede Wereldoorlog: de eenmotorige Bf 109; de tweemotorige Bf 110, Me 210 en Me 410; het raketvliegtuig Me 163, en 's werelds eerste operationele straaljager de Me 262.
In de Altstadt van Bamberg staat een hotel dat de naam Messerschmitt draagt: het geboortehuis van Willy Messerschmitt, de vliegtuigbouwer. Hij was een tijdgenoot en collega van Claude Dornier, Ernst Heinkel en Anthony Fokker. Messerschmitt heeft maar een keer in zijn leven in een van zijn eigen vliegtuigen gevlogen. Toen dat - overigens zonder rampzalige gevolgen - neerstortte, besloot hij weliswaar vliegtuigen te blijven bouwen, maar voor anderen. Zelf zou hij voortaan alleen nog maar in andermans toestellen plaatsnemen.
Bamberg is van oudsher een bierstad, waar ze vooral trots zijn op het plaatselijke 'rookbier', donker van kleur en vaag smakend naar gerookte ham. Het moet voor de Messerschmitts in de vorige eeuw een gok zijn geweest om juist in die stad een wijnhuis te beginnen.
Vader Messerschmitt stierf halverwege de Eerste Wereldoorlog. Destijds werkte Anthony Fokker in Berlijn en was een gevierd grootleverancier van vliegtuigen aan de Duitse luchtmacht. Op de binnenplaats van het hotel knutselde de jonge Willy Messerschmitt, die later een keurige civiel-ingenieursstudie voltooide, zijn eerste zweefvliegtuigen in elkaar. Hij werd daarbij een vakkundig handje geholpen door de kuipers, die in de grote wijnhandel van zijn vader werkten; mensen die wisten hoe je met spanten en dergelijke om moest gaan.
Tussen de twee wereldoorlogen vestigde prof. ir. Messerschmitt zich in Augsburg waar hij met behulp van een oudere, rijke vriendin (met wie hij later trouwde) zijn eerste vliegtuigen bouwde, het waren passagierstoestellen. Pas later kwam de beroemde serie ME-jachtvliegtuigen. Tijdens de oorlog toonde Messerschmitt een prototype straaljager aan Hitler. Hitler vroeg of deze ook vracht kon vervoeren, en toen Messerschmitt positief antwoordde, kreeg hij een paar dagen later de opdracht om van dat nieuwe toestel een bommenwerper te maken.

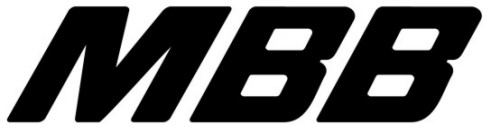
Messerschmitt-Bölkow-Blohm (MBB) logo

Na de oorlog zou het bedrijf fuseren met andere vliegtuigbouwers tot Messerschmitt-Bölkow-Blohm. Dat bedrijf werd door het door Daimler-Benz' gecontroleerde bedrijf DASA overgenomen dat op zijn beurt later deel ging uitmaken van de Europese Airbus Group.

## Geproduceerde vliegtuigen
| - S7 - S8 - S9 - S10 - S14 - S16 Bubi - M17 Ello - M18 - M19 - M20 - M21 - M22 | - M23a - M23b - M24 - M26 - M27 - M28 - M29 - M31 - M33 - M35 - M36 - BFW U 12b | - Bf 108 Taifun - Bf 109 - Bf 109TL - Bf 109Z - Bf 110 - Bf 161 - Bf 162 Jaguar - Bf 163 - Me 163 Komet - Me 209 - Me 210 - Me 261 | - Me 262 Schwalbe - Me 264 Amerika-Bomber - Me 265 - Me 309 - Me 321 - Me 323 Gigant - Me 328 - Me 329 - Me 410 Hornisse - Me 509 - Me 609 |

## Projecten
| - Me 155 - Me 334 - P.1051 - P.1065 - P.1070 - P.1073 - P.1092 - P.1095 - P.1099 | - P.1100 - P.1101 - P.1102 - P.1103 - P.1104 - P.1106 - P.1107 - P.1108 - P.1109 | - P.1110 Ente - P.1111 - P.1112 - P.08.01 - Libelle - Schwalbe - Wespe - Zerstörer Project II |  |

## Kabinenroller

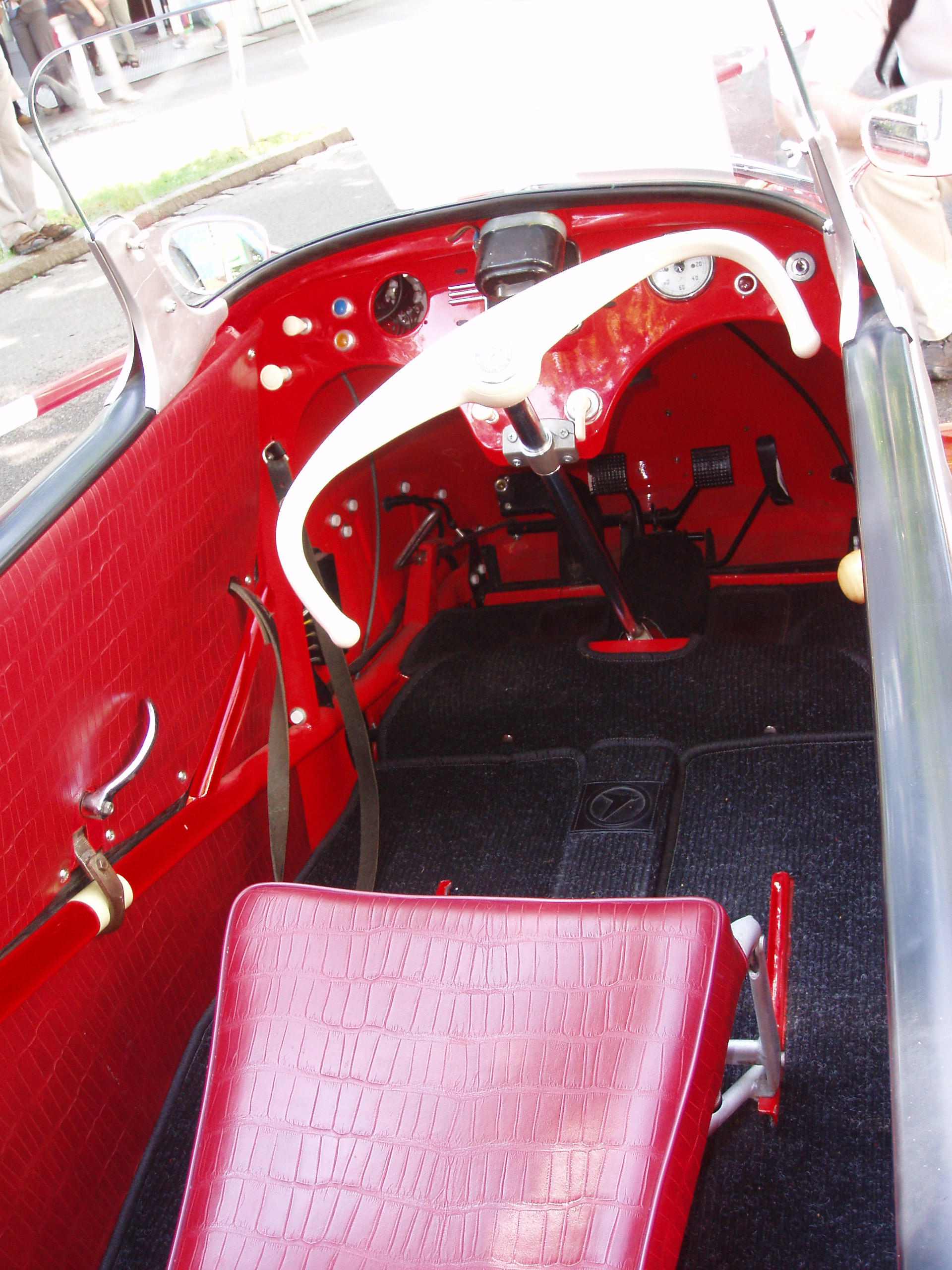
Interieur van een Messerschmitt Kabinenroller (type onbekend)

Na de Tweede Wereldoorlog werd het Messerschmitt niet toegestaan om nog langer vliegtuigen te bouwen. Het bedrijf besloot daarom in 1952 om als alternatief over te gaan op de productie van een scooterauto, de Kabinenroller. Deze werd ontworpen door de voormalige Luftwaffe-officier Fritz Fend, die al eerder voor Messerschmitt werkte en een concept klaar had liggen dat was gebaseerd op een eerder door hem ontworpen invalidewagen, de Fend Flitzer. Een prototype, de Fend-Kabinenroller 150 (FK 150) werd in 1952 geproduceerd, hierover was Willy Messerschmitt niet tevreden. Het uit verschillende delen bestaande dak zou niet geschikt zijn voor massaproductie en de motor te zwak. De Messerschmitt Kabinenroller 175 (KR175) werd in 1953 in productie genomen, het eerste model werd in februari 1953 in Regensburg gepresenteerd. De KR175 had een 175cc-motor waarmee een snelheid van 90 km/h behaald kon worden. De productie van de Kabinenroller kostte echter handenvol geld. In 1954 had Messerschmitt vijf miljoen D-mark schuld, en de Kabinenroller voegde daar maandelijks 150.000- tot 200.000 DM aan toe. Bovendien mocht Messerschmitt in 1956 weer vliegtuigen produceren, waardoor het de interesse in de Kabinenroller snel verloor. Fritz Fend richtte samen met toeleverancier Valentin Knott de Fahrzeug- und Maschinenbau GmbH, Regensburg (FMR) op en ging de Kabinenroller tot 1964 zelf produceren in de oorspronkelijke fabriek in Regensburg.

## Vespa scooters
De motorfietsproducent Hoffmann produceerde de Vespa scooters in licentie voor Piaggio. Hoffmann raakte rond 1953 verwikkeld in juridische conflicten met Piaggio, maar ook met ISO, omdat men een met de Isetta vergelijkbare dwergauto wilde gaan produceren. Nog vóórdat deze plagiaatkwestie voor de rechtbank werd uitgevochten, trok de Rheinisch-Westfählische Bank (RWB) een aan Hoffmann toegezegd krediet in, waardoor Hoffmann op 25 november 1954 het faillissement moest aanvragen. De accountant van Hoffmann, Scherfenkemp, werd uitgenodigd door het "Comité voor Solidariteit onder Arbeiders" in de DDR. Hij zou geld krijgen om de arbeiders te betalen, onder voorwaarde dat dit geheim zou blijven én dat medewerkers van het Ministerium für Staatssicherheit (Stasi) konden infiltreren in de fabriek van Hoffmann. Intussen was de rol van de RWB op zijn minst dubieus. Ernst Wilhelm Schmidt was er lid van de raad van bestuur, maar ook bevriend met Willy Messerschmitt. Er was weinig reden voor de RWB om het krediet aan Hoffmann niet te verstrekken. Hoffmann had in 1956 nog 7,8 miljoen D-mark van een schuld van 12,9 miljoen afgelost en bovendien had een onderzoek van de Franse ontwerper I.A. Gregoire in opdracht van de RWB aan het licht gebracht dat de Hoffmann Autoroller een succes kon worden. Dat zou echter grote problemen voor BMW en Messerschmitt betekenen. Piaggio stopte de onderdelenlevering, maar wilde wél haar belangen op de Duitse markt veilig stellen. Daarom werd in april 1954 de "Vespa Messerschmitt GmbH Augsburg" opgericht, en ging Messerschmitt Vespa scooters bouwen. In 1955 ging men ook de carrosserieën en het plaatwerk zelf maken, maar de motorblokken en de carburateurs kwamen uit Italië. Messerschmitt produceerde twee modellen: de Vespa Grand Sport 150 (VD1TS) met vier versnellingen en de Vespa 150 Touren (VL1T) met drie versnellingen. Ze weken licht af van de door Piaggio zelf geproduceerde modellen 150 Gran Sport en 150 GL. In 1957 werden de modellen gemodificeerd en veranderden de namen in VD2TS en VD2T, maar nog in hetzelfde jaar stopte Messerschmitt de productie. Vespa kocht de fabriek, die omgedoopt werd tot "Vespa Augsburg GmbH" en ging daar in Italië geproduceerde scooters afbouwen en aanpassen aan de Duitse wetgeving.